# Ion Ansotegui
Ion Ansotegi Gorostola (né le 13 juillet 1982 à Berriatua) est un ancien footballeur espagnol évoluant au poste de défenseur, reconverti en entraîneur.

## Carrière
- 2001-2003 :  SD Eibar
  - 2002-2003 :  Barakaldo CF (prêt)
- 2003-2016 :  Real Sociedad
- 2016 :  SD Eibar
- 2016-2017  RCD Majorque

## Palmarès

### Clubs
- Real Sociedad
  - Vainqueur de la Liga Adelante : 2010